# Burg Lindelskopf
Die Burg Lindelskopf, deren historischer Name nicht bekannt ist, ist eine abgegangene Felsenburg bei der Ortsgemeinde Fischbach bei Dahn im Landkreis Südwestpfalz in Rheinland-Pfalz. Die ehemalige Burganlage befindet sich im Dahner Felsenland östlich von Ludwigswinkel auf einem Felsmassiv des Lindelskopfes bei 343 über NN. Von der frühmittelalterlichen Anlage sind nur noch wenige Reste vorhanden.

## Weblinks

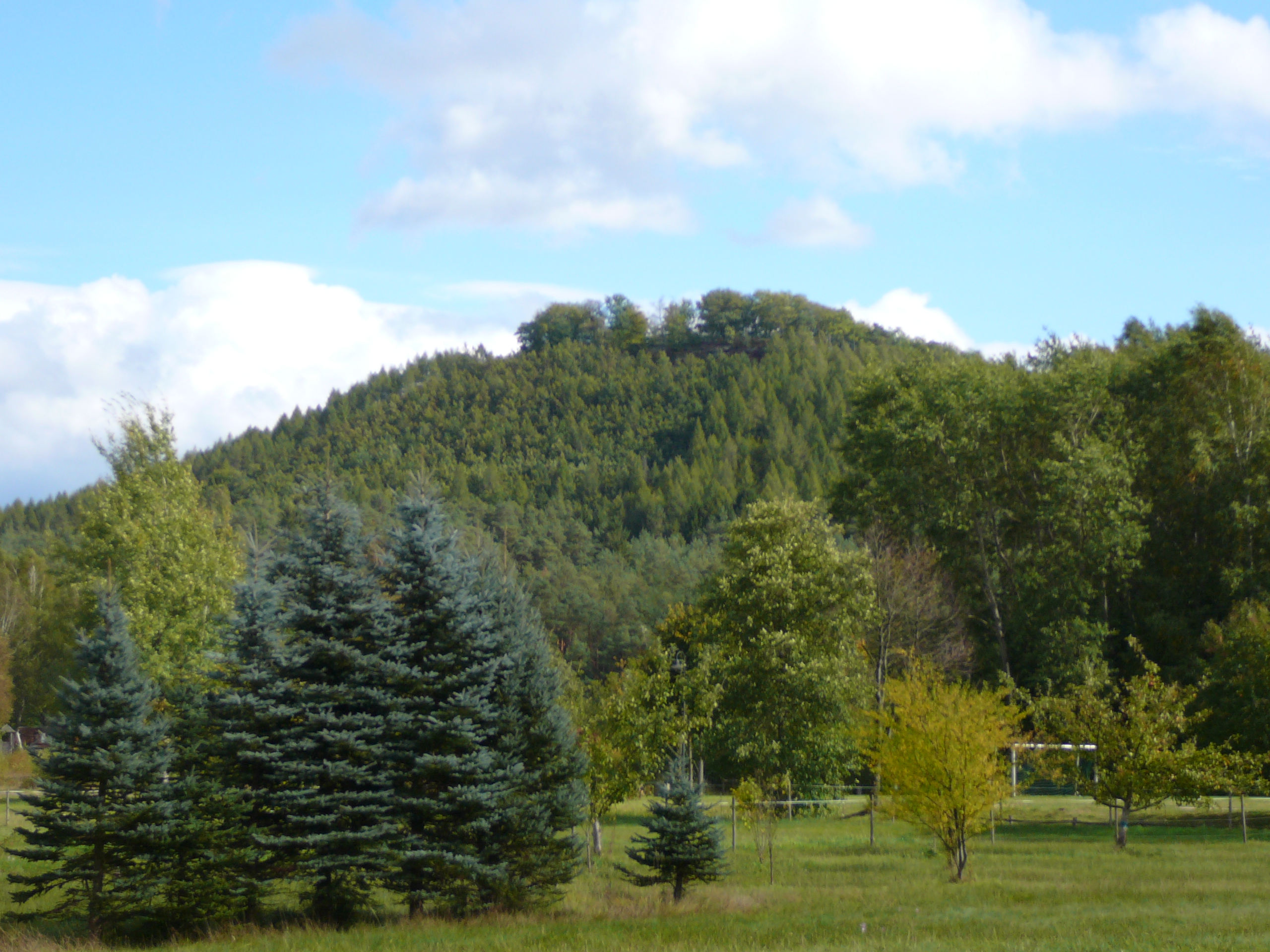
Lindelskopf bei Ludwigswinkel: Blick vom Kurpark Richtung Osten